# Grandisonia
Grandisonia é um género de anfíbios gimnofionos presente nas Seychelles.

## Espécies
- Grandisonia alternans (Stejneger, 1893)
- Grandisonia brevis (Boulenger, 1911)
- Grandisonia larvata (Ahl, 1934)
- Grandisonia sechellensis (Boulenger, 1911)